# Wicked Science
Wicked Science (Ciencia traviesa en Hispanoamérica y Locos por la ciencia en España) es una serie de televisión australiana del que se han realizado dos temporadas.
Fue transmitido desde el 1 de agosto de 2004 hasta 2006 en Hispanoamérica por Jetix y desde 2006 hasta 2007 fue transmitida en Colombia por Caracol Televisión. En España, se emitió en 2008 por la segunda cadena de TVE y por Clan TVE y Cartoon Network.

## Sinopsis

### Temporada Uno
Toby Johnson es un estudiante normal de la escuela Sandy Bay con los mismos problemas de la adolescencia que cualquier otro chico. Elizabeth Hawke, en cambio, es la típica persona pelota y que quiere ser la mejor de la clase, lo que provoca el rechazo de la escuela hacia ella.
Pero un día los dos alumnos son golpeados en el laboratorio del colegio por un rayo magnético único producido por una máquina llamada ESM, que sirve para examinar rocas. Y después de esa noche, los dos se vuelven genios científicos de gran inteligencia. Este rayo hace cambiar drásticamente la personalidad de Elizabeth, usando este "don" como un arma de gran poder para controlar la escuela y a sus compañeros. Pareciese que nadie puede detenerla, pero Toby, que es el único que puede enfrentarse a ella, tratará de arreglar los desastres que la chica hará por todo el colegio, por lo que Toby y Elizabeth se enfrentarán diariamente: una para conseguir el poder y otro para detenerla.
Ahora, la vida normal de Sandy Bay cambiará repentinamente con la aparición de carros invisibles, podadoras voladoras, una directora clonada, un traje de Judo, nanobots, y un enorme Tiranosaurio Rex.
En el último episodio ("Se acabó el juego"), la gravedad del incidente ocasionado por el modo en que Elizabeth usó su inteligencia induce a Toby a recrear el incidente que se las otorgó a él y a Elizabeth con la máquina de rayos magnéticos, para impedir que vuelva a causar una catástrofe, resultado de lo cual ambos pierden sus recuerdos de lo que pasó mientras la tuvieron. Sin embargo, al final del episodio Elizabeth se queda mirando el ESM como si recordara en parte lo sucedido.

### Temporada Dos
Es el inicio de un nuevo semestre. Elizabeth ha recordado plenamente cómo obtuvo su inteligencia gracias al ESM, así como todo lo ocurrido antes de que Toby les devolviese a ambos su inteligencia regular, y logra convertirse en genio otra vez; empeñada en reanudar su búsqueda de poder, reubica su laboratorio instalándolo en la torre del reloj de la escuela, hace a Verity y a Garth ponerse a sus órdenes de nuevo, y como primera medida aprovecha que se le permite dar el discurso de apertura del semestre, para lanzarle a toda la escuela (incluidos los profesores) un rayo que les hace olvidar todo lo que Elizabeth hizo durante el semestre anterior, logrando así no sólo darse una segunda oportunidad frente a casi toda la escuela de empezar de nuevo, sino también evitar que cualquiera interfiera en su búsqueda de poder. Toby sin embargo se da cuenta justo a tiempo de lo que Elizabeth trata de hacer, y en el último momento se salva a sí mismo y a Russell de verse afectados por el rayo de Elizabeth; poco después Toby también logra convertirse en un genio otra vez, con lo que él y Elizabeth volverán a enfrentarse en términos muy similares a los del semestre anterior. Nuevos alumnos han llegado a Sandy Bay: Nikki y Jack Baley, hermanos mellizos. La primera es la nueva enamorada de Toby; esto hará que los celos de Elizabeth se desaten al máximo. Por su parte Jack es un adolescente interesado que descubrirá la genialidad de Toby y Elizabeth, tratará de averiguar más cosas hasta volverse genio, a base de engaños enamorará a Elizabeth y después hará que un koala gigante la rapte. Toby la rescata y al fin solo se ve un abrazo entre los protagonistas, y un beso de parte de Elizabeth hacia Toby, que terminan como pareja, puesto que en capítulos anteriores de la serie, Toby poco a poco se nota interesado en Elizabeth más de lo que el piensa y quiere admitir . Al final, Russ hará que el koala vuelva a aparecer y se deje incierto en qué terminó esta historia. Lo que si es seguro, es que a diferencia de la primera temporada, Elizabeth se enfoca más en hacer todo lo posible para que Toby se fije en ella, en vez de hacerle la vida a cuadritos cómo solía hacerlo en la anterior.

## Reparto

### Reparto de la temporada 1

#### Actores principales
- André de Vanny: Toby Johnson
- Bridget Neval: Elizabeth Hawke
- Saskia Burmeister: Dina Demiris
- Ben Schmideg: Russell Skinner
- Emma Leonard: Verity McGuire
- Brook Sykes: Garth King

#### Actores secundarios
- Robert Van Mackelenberg: Carl Tesslar
- Genevieve Picot: Ms Alexa Vyner
- Anya Trybala: Bianca
- Lee Monik: Sean
- Cara Foley: Claire
- Lucy Mack-Hancock: Jade
- Ibrahim Ibrahim: Vince
- Vinodh Fernando: Simon
- Ella Holmes: Veronica
- Charlene Tjoe: Chloe
- David Bergin: Phil Johnson
- Peta Doodson: Colleen Hawke
- Claire-Michelle Vergara: Olivia Buckingham
- Esme Melville: Nanna Johnson
- Sage Butler: Amelia
- John Henderson: Nick
- Tara Catmull: Dina-bot

### Reparto de la temporada 2

#### Actores principales
- André de Vanny: Toby Johnson
- Bridget Neval: Elizabeth Hawke
- Ben Schmideg: Russell Skinner
- Greta Larkins: Sasha Johnson
- Emma Leonard: Verity McGuire
- Brook Sykes: Garth King
- Nikolai Nikolaeff: Jack Bailey
- Matylda Buczko: Nikki Bailey

#### Actores secundarios
- Colin Moody: Neil Woods
- Rebecca Macauley: Ms Hammer
- Cleopatra Coleman: Emma Hellman
- Katie Campbell: Peta Vinci
- Nick Colla: Oliver Simmons
- Vinodh Fernando: Simon Taylor
- Nathan Vernon: Matt Costos
- David Bergin: Phil Johnson

## Doblaje

### Español de Hispanoamérica
- Carlos Alberto Ramírez: Toby Johnson
- Klaudia Kotte: Elizabeth Hawke
- Renata Vargas: Dina Demiris
- Andrés Palacio: Russell Skinner
- Shirley Marulanda: Sasha Johnson
- Diana Beltrán: Verity McGuire
- Javier Rodríguez Castellanos: Garth King
- Rocío Bermúdez: Bianca
- Claudia  Chavarro: Nikki Bailey
- Wolfang Galindo: Jack Bailey
- Argemiro Castiblanco: Carl Tesslar
- Stella Lugo: Srta. Alexa Vyner
- John Grey: Neil Wuds
- Martha Rincón: Olivia Buckingham
- Elmer Madera: Phil Johnson

### Español de España
- Daniel Lema: Toby Johnson
- Antía Álvarez Jiménez: Elizabeth Hawke
- Beatriz Bravo: Dina Demiris
- Sergio Rodríguez-Guisán: Russell Skinner
- Norberto Vilanova: Garth King

- Estudio de doblaje: Centauro Comunicaciones, Colombia
- Director de doblaje: Jairo Alarcón y Carlos Parra
- Traducida y Adaptada: Fernanda Soto

## Productos
Hasta el momento, los únicos productos que se han comercializado en España son:
- Primera temporada completa en DVD
- Segunda temporada completa en DVD

Existe una película, esta es un resumen de la serie, pero aún no se ha sacado a la venta.